# Nick Loeb
Nicholas Mears Loeb (2 de agosto de 1975) es un empresario y actor estadounidense. Es hijo de John Langeloth Loeb Jr. y Meta Martindell Harrsen, y es descendiente tanto de la familia Loeb (fundadores de American Metal Company y la firma de corretaje Loeb, Rhoades & Co.) como de la familia Lehman (fundadores de la empresa global firma de servicios financieros Lehman Brothers).

## Vida y educación
Loeb es hijo de John Langeloth Loeb Jr. y su segunda esposa, Meta Martindell Harrsen. Su padre era judío y su madre episcopal, fe en la que fue bautizado. Su padre fue embajador de los Estados Unidos en Dinamarca (1981–1983) y se desempeñó como delegado ante las Naciones Unidas (1984). Tiene una media hermana del primer matrimonio de su padre con Nina Sundby, Alexandra Loeb Driscoll. Su tío era el empresario canadiense multimillonario Edgar Bronfman Sr. (quien estaba casado con la hermana de su padre). Sus padres se divorciaron cuando él tenía un año y fue criado por su padre en el Upper East Side de la ciudad de Nueva York, donde asistió a la Collegiate School y a la Loomis Chaffee School. También pasó tres años en Dinamarca, donde estaba destinado su padre. En 1996, su madre mató a su tercer marido, Jeff Bauer, y luego se suicidó. En 1998,  Loeb se graduó con un B.A. en administración y finanzas de la Universidad de Tulane.

## Carrera y actividades políticas
Después de la universidad, trabajó para Mike Nichols en la película Primary Colors del Universal Studios de su tío y luego produjo y tuvo un papel destacado en una película llamada The Smokers, protagonizada por Dominique Swain, Thora Birch y Busy Philipps. También fue productor (junto con Barbra Streisand) de la serie documental de PBS The Living Century. Se mudó a Florida y trabajó con Lehman Brothers y luego fundó Carbon Solutions America, que brinda servicios de asesoramiento sobre cambio climático a clientes corporativos y gubernamentales. Aquí, afirma haber ayudado a producir el primer vino neutro en carbono del país.
En el 2005, Loeb perdió la carrera por la comisión de la ciudad de Delray Beach, Florida.  En el 2008, se desempeñó como copresidente de finanzas de la candidatura presidencial del 2008 de Rudy Giuliani. En el 2009, postulándose como republicano con el apoyo de Giuliani, abandonó una campaña para el Senado estatal porque estaba pasando por un divorcio de su primera esposa,  quien acababa de ser arrestada por DUI. Usó su propio dinero para compensar a todos los contribuyentes a su campaña. En el 2011, Loeb decidió no postularse para el Senado de los Estados Unidos debido a problemas de salud derivados de las graves lesiones sufridas en un accidente automovilístico en el 2010.  Loeb se describe a sí mismo como un "republicano de Teddy Roosevelt".
En el 2006 formó Loeb's Foods y en abril del 2011 fundó Crunchy Condiment Company, que vende Onion Crunch, un aderezo de cebolla frita, cuyos productos se venden en más de 17 000 ubicaciones.

## Vida personal
Loeb estuvo casado con la modelo sueca Anna Pettersson pero luego se divorciaron. Loeb se comprometió con la estrella de Modern Family, la actriz colombo-estadounidense Sofía Vergara en el 2012, después de dos años de noviazgo.. El 23 de mayo de 2014 se canceló el compromiso.

### Controversia del embrión
El 29 de abril de 2015, The New York Times publicó un artículo de opinión escrito por Loeb en el que argumentaba que se le debería permitir usar unilateralmente los embriones congelados que creó mediante fertilización in vitro con Vergara, a pesar de haber firmado previamente un acuerdo que estipula que nada se podía hacer con los embriones sin el consentimiento de ambos, diciendo "Dales el derecho a vivir". El abogado de Vergara ha declarado que Vergara quiere que los embriones permanezcan congelados. Loeb argumenta que el acuerdo, que no establecía expresamente qué pasaría con los embriones si la pareja se separaba, un requisito según la ley de California, debería anularse. En 2016, Loeb abandonó su caso, aunque se volvió a presentar al día siguiente en Luisiana con los embriones como demandantes. En agosto de 2017, un juez de Luisiana desestimó el caso con el argumento de que el tribunal no tenía jurisdicción sobre los embriones, que fueron concebidos en California.